# Prognose
En prognose er en forudsigelse eller beregning af, hvordan noget vil udvikle sig, ofte på grundlag af foreliggende fakta. Ordet stammer fra det græske ord prognosis ("forhåndsviden"), som er afledt af udsagnsordet progignoskein - "at vide forud". At stille en prognose kaldes at prognosticere, og de personer, der beskæftiger sig med at danne prognoser, kan kaldes prognostikere eller prognosemagere. 
Prognoser anvendes professionelt indenfor en række brancher, blandt andet meteorologi (vejrudsigter), lægevidenskab og økonomi. Valgprognoser er også et velkendt eksempel. Indenfor lægevidenskaben betegner en prognose en lægelig vurdering af en sygdoms sandsynlige forløb.
Udarbejdelsen af prognoser kan anvende formelle statistiske metoder, eksempelvis anvendt på tidsserier eller tværsnitsdata, eller alternativt mere subjektive vurderingsmetoder. Traditioner og sprogbrug for prognoseudarbejdelsen kan variere mellem forskellige fagområder. 
Risiko og usikkerhed er centrale for udarbejdelsen af og tolkningen af prognoser. Normalt anses det for god praksis at gøre opmærksom på graden af usikkerhed forbundet med en given prognose.

## Økonomiske prognoser
Mange institutioner både i Danmark og mange andre lande beskæftiger sig med at udarbejde økonomiske prognoser. Det gælder både prognoser for hele samfundsøkonomien (med prognosticerede variable som BNP, ledighed, inflation, investeringer, privat forbrug, offentlig saldo mfl.), for enkeltbrancher og for specfikke virksomheder. Internationalt offentliggør institutioner som OECD, Den Internationale Valutafond og Verdensbanken en eller to gange årligt prognoser for verdensøkonomiens og mange enkeltlandes udvikling i den nærmeste konjunkturperiode.
I Danmark udgiver regeringen typisk tre gange årligt publikationen Økonomisk redegørelse med en oversigt over den danske økonomis øjeblikkelige tilstand og en prognose for de nærmeste konjunkturår. Nationalbanken udgiver i marts og september en analyse med titlen "Udsigter for dansk økonomi", der også indeholder en konjunkturprognose. Nationalbanken bruger bl.a. sin makroøkonometriske model MONA i prognoseudarbejdelsen. Det Økonomiske Råd (normalt omtalt som "de økonomiske vismænd") offentliggør en konjunkturprognose i sin halvårlige rapport "Dansk økonomi". Hertil bruges den makroøkonometriske model SMEC. Også Arbejderbevægelsens Erhvervsråd udgiver to årlige prognoser for dansk økonomi, ligesom mange danske forretningsbanker regelmæssigt offentliggør konjunkturprognoser.

## Prognoser kontra fremskrivninger
Indenfor økonomi regnes der med en subtil, men vigtig forskel på en prognose (engelsk: forecast) og en fremskrivning (engelsk: projection). Hvor prognosen sigter mod at forudsige den egentlige (økonomiske) udvikling, er fremskrivningen blot en mekanisk konsekvensberegning. Den foregiver dermed ikke at give et bud på, hvad fremtiden vil bringe, men er blot en illustration af, hvilket scenarie der vil blive resultatet af bestemte forudsætninger om fremtidens udvikling. Forskellen er altså, at en prognose angiver den udvikling, dens skabere anser for mest sandsynlig. En fremskrivning viser blot, hvilken udvikling der vil følge af et bestemt sæt forudsætninger (eksempelvis en mekanisk videreførelse af historiske tendenser), uden at den, der foretager fremskrivningen, tager stilling til, om den angivne udvikling er sandsynlig eller ej.